# أدولفو غايش
أدولفو غايش (بالإسبانية: Adolfo Gaich) (مواليد 26 فبراير 1999) هو لاعب كرة قدم أرجنتيني يلعب في مركز المهاجم في نادي سيسكا موسكو.

## روابط خارجية
- أدولفو غايش على موقع قاعدة بيانات كرة القدم.إي يو (الإنجليزية)
- أدولفو غايش على موقع Soccerway.com (الإنجليزية)
- أدولفو غايش على موقع عالم كرة القدم.نت (الإنجليزية)
- أدولفو غايش على موقع اللجنة الأولمبية الدولية (الإنجليزية)
- أدولفو غايش على موقع أوليمبيديا (الإنجليزية)